# كوروفييف
كرفيوف  أو كورفيوف/كوروفيوف/كوروفيف (يعرف أيضاً بفاغوت/فاغوتو) شخصية خيالية في رواية المعلم ومارغريتا للروائي الروسي ميخائيل بولغاكوف. كرفيوف أحد أفراد حاشية فولند (الشيطان) التي صاحبته خلال زيارته لموسكو، ويعرف عن نفسه بصفته مترجماً للمستشار فولند. كرفيوف هو من أحيا حفلة السحر الأسود وفضحه، وهو ساحر بارع، ولاعب خفة ماهر يقوم بالعديد من مغامراته بصحبة القط الأسود بيهموث.
يظهر كرفيوف في الفصل الأول من الرواية (لا تحدثوا الغرباء أبداً) بصفته «مواطناً» عادياً ذا مظهر غريب، يرتدي بنطالاً ذا ترابيع، وطاقية، يدل برليوز على السكة حيث يلقى حتفه ثم ينضم إلى معلمه فولند.
ينتقل فولند إلى الشقة رقم خمسين ويصحبه كرفيوف وبيهموث، فيتخلصون من ستيبا ليخدييف شريك برليوز في السكن، ثم يظهر كرفيوف لرئيس التعاونية السكنية حيث الشقة رقم خمسين، فيخبره أن اسم عائلته كرفيوف، وأنه يعمل مترجماً عن المستشار الألماني فولند، ويقدم إليه رشوة ثم يتسبب في القبض عليه بأمر فولند.

## السحر الأسود وفضحه
يقيم فولند حفلة السحر الأسود وفضحه ليشاهد جموع أهل موسكو، ويتأمل أحوالهم. ويتولى كرفيوف إحياء الحفلة بمساعدة بيهموث ومصاصة الدماء هيلا. فيتسبب في إشاعة حال من الذعر والهياج في المسرح والشوارع المؤدية إليه بألاعيبه وحيله، كما يتسبب في فضيحة أركادي أبولونوفيتش سيمبلياروف رئيس اللجنة السمعية في المسارح الموسكوبية وضيف شرف الحفلة كاشفاً علاقاته لزوجته وقريبته بحضور جمهور الحفل، الأمر الذي تلاه هرج شديد أصبح مسرح المنوعات خلاله شبيهاً ببرج بابل.
في اليوم التالي، يواصل كرفيوف ألاعيبه بصحبة بيهموث، فيتسبب في تحويل مصلحة حكومية كاملة إلى جوقة لا تكف عن الغناء الأوبرالي ذي الطابع الديني، بعد أن قدم نفسه إلى المدير باعتباره معلم غناء.

## المعلم ومارغريتا
يستدعي عزازيلو مارغريتا لحضور حفلة الشيطان الكبرى، فيلازمها كرفيوف وبيهموث كمرافقين شخصيين يدلانها على شخصيات الضيوف، وعلى الواجب عمله فيها، ويتصرف كرفيوف بأناقة وأرستقراطية خلال الحفل، حتى ينتهي، فيعود مع فولند ومارغريتا وبقية أفراد الحاشية إلى الشقة حيث يتم استحضار المعلم.
يشرح كرفيوف لمارغريتا مبادئ البعد الخامس والطريقة التي يتمكن بها من تمديد المساحات، كما يقص عليها حيل أحد المتلاعبين بالشقق والذي يقوم بتوسيع مساحاتها جاهلاً أبسط مبادئ البعد الخامس كما يسميه.
عند استحضار المعلم، يعيد إليه كرفيوف شقته التي استولى عليها ألوزي مغاريتش بعد أن وشى به وأرسله إلى مستشفى الأمراض العقلية.